# Phyllomacromia gamblesi
Phyllomacromia gamblesi är en trollsländeart som först beskrevs av John Lindley 1980.  Phyllomacromia gamblesi ingår i släktet Phyllomacromia och familjen skimmertrollsländor. IUCN kategoriserar arten globalt som livskraftig. Inga underarter finns listade i Catalogue of Life.